# Transports dans le département des Vosges

Les transports dans le département français des Vosges se caractérisent par une trame générale constituée de trois couloirs nord-sud (Nancy - Neufchâteau - Dijon, Nancy - Épinal - Besançon / Mulhouse, et Nancy - Saint-Dié-des-Vosges - Sélestat) ; les flux et infrastructures est-ouest, notamment entre les trois chefs-lieux d'arrondissement, sont plus faibles. Le département est davantage traversé que desservi par les transports : la seule autoroute du département, par exemple, ne dessert aucune de ses villes principales. À l'est du département, le massif des Vosges constitue un obstacle naturel aux circulations vers la plaine d'Alsace.

## Transport routier

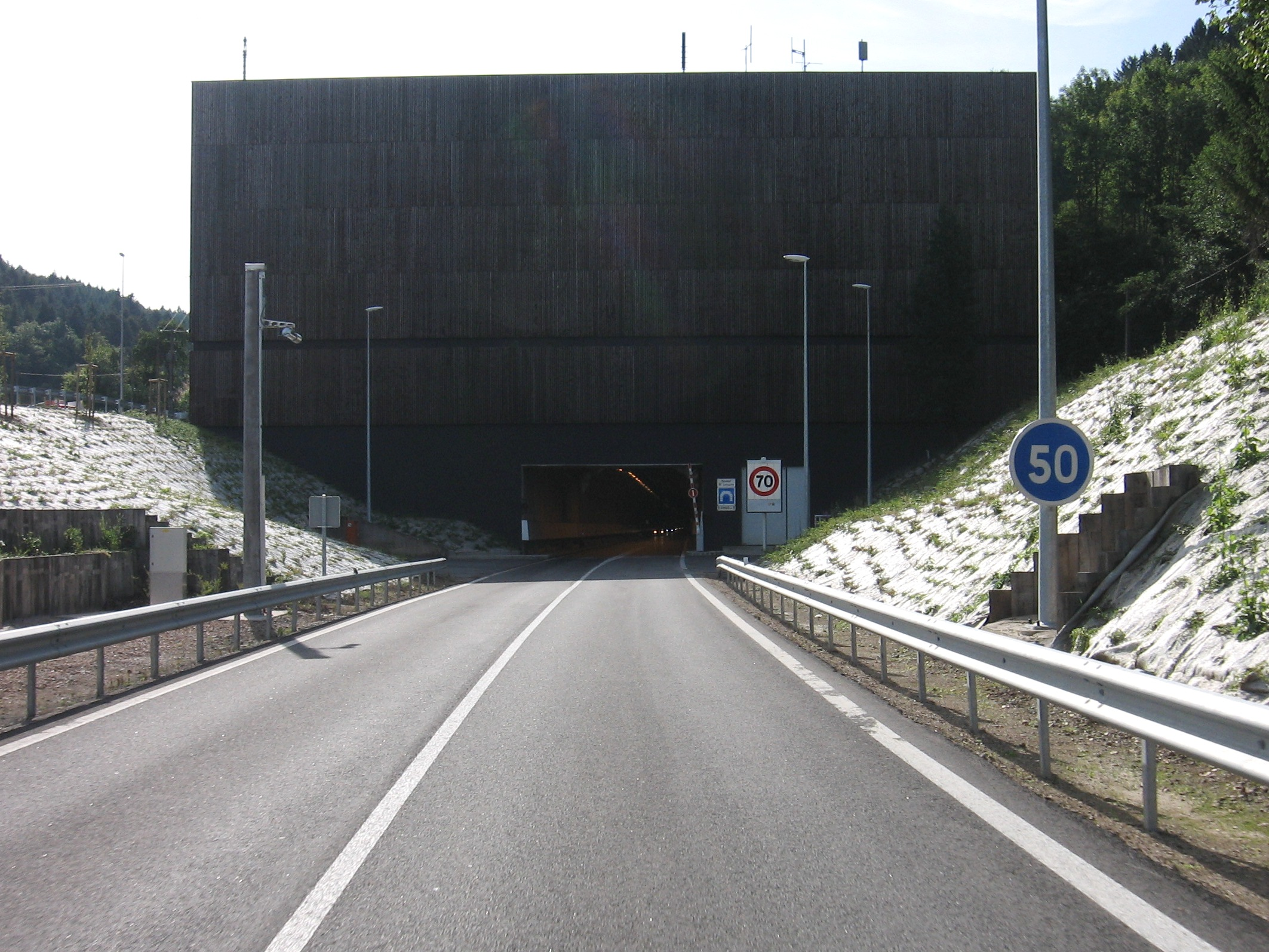
L'entrée du tunnel Maurice-Lemaire, qui fut successivement le plus long tunnel ferroviaire puis le plus long tunnel routier situé entièrement sur le territoire français, jusqu'à l'ouverture du Duplex A86.

### Infrastructures routières
Les principaux axes routiers du département sont :
- l'autoroute A31 à l'ouest, qui relie la Lorraine à la Bourgogne et à la vallée du Rhône en passant entre Neufchâteau et Vittel ;
- la route nationale 57 au centre, qui relie Nancy à Épinal puis se poursuit vers Vesoul et Besançon, aménagée en voie rapide à 2x2 voies dans le département ;
- la route nationale 66, qui se sépare de la précédente à Remiremont et se dirige vers Mulhouse, en partie aménagée en voie rapide à 2x2 voies ;
- la route nationale 59 et la route nationale 159 à l'est, qui relient la Lorraine à l'Alsace par Saint-Dié-des-Vosges et le tunnel Maurice-Lemaire, en partie aménagées en voie rapide à 2x2 voies.

### Transport collectif de voyageurs
Les Vosges sont desservies par le réseau régional de transport routier Fluo Grand Est. Une quinzaine de lignes commerciales d'autocars sont exploitées dans le département.

## Transport ferroviaire

### Historique

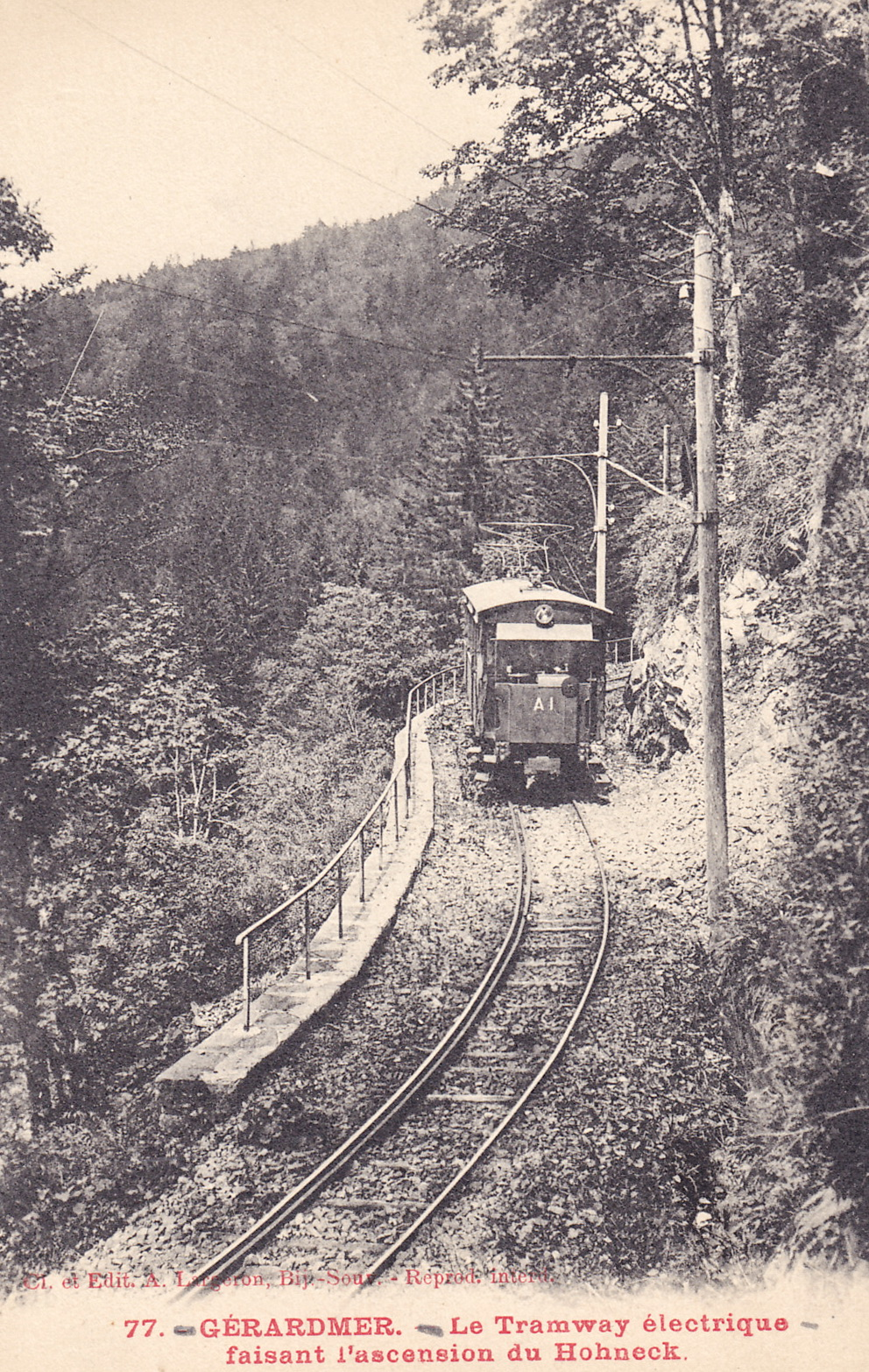
Le tramway de Gérardmer monte vers le Hohneck au début du XX.

La première ligne de chemin de fer a ouvert dans le département en 1857 entre Nancy et Épinal ; en 1863, elle est prolongée vers Vesoul. Le réseau d’intérêt général du département a principalement été développé par la Compagnie des chemins de fer de l'Est. À la fin du XIXe siècle, le chemin de fer d’intérêt général atteignait la plupart des villes et bourgs du département et ses stations thermales, dont Bruyères, Charmes, Châtenois, Contrexéville, Cornimont, Dompaire, Darney, Épinal, Fraize, Le Thillot, Mirecourt, Monthureux-sur-Saône, Neufchâteau, Plombières-les-Bains, Remiremont, Saint-Dié-des-Vosges et Vittel. Les lignes sont bien équipées dans l'ouest du département — Neufchâteau est au cœur d'une étoile ferroviaire à six branches, toutes à double voie —, moins dans l'est, situé sur une frontière depuis l'annexion allemande de l'Alsace-Moselle.
Après le retour de l'Alsace à la France, de nombreux projets de franchissement des Vosges émergent, mais seul le tunnel de Sainte-Marie-aux-Mines fut ouvert, en 1937. Il fut fermé en 1973, dans une période où le réseau ferroviaire du département déclinait rapidement.
Si l'axe ferroviaire passant par Neufchâteau a été électrifié dès les années 1960 pour connecter la sidérurgie lorraine à la vallée du Rhône, il faudra attendre 2007 pour que la caténaire atteigne Épinal et Saint-Dié-des-Vosges, dans le cadre des travaux connexes à la LGV Est européenne.
Les Vosges ont également été desservies par quelques lignes de chemin de fer d’intérêt local, exploité par diverses compagnies et qui disparurent pour la plupart pendant la Seconde Guerre mondiale ou juste après :
- le tramway de Gérardmer (vers le col de la Schlucht et le Hohneck), à écartement métrique ;
- le tramway des Vosges (entre Remiremont et Gérardmer), à écartement métrique ;
- le tramway de Moussey (entre Senones et Moussey), à écartement métrique ;
- la ligne de la vallée de Celles (de Raon-l'Étape À Raon-sur-Plaine), à écartement métrique ;
- la ligne de Charmes à Rambervillers, à écartement standard ;
- la ligne d'Étival à Senones, à écartement standard.

|                                             |
| Le réseau ferroviaire à son apogée en 1932. |

|                                     |
| Le réseau ferroviaire de nos jours. |

|                                                    |
| Carte animée de l’évolution du réseau ferroviaire. |

### Situation actuelle

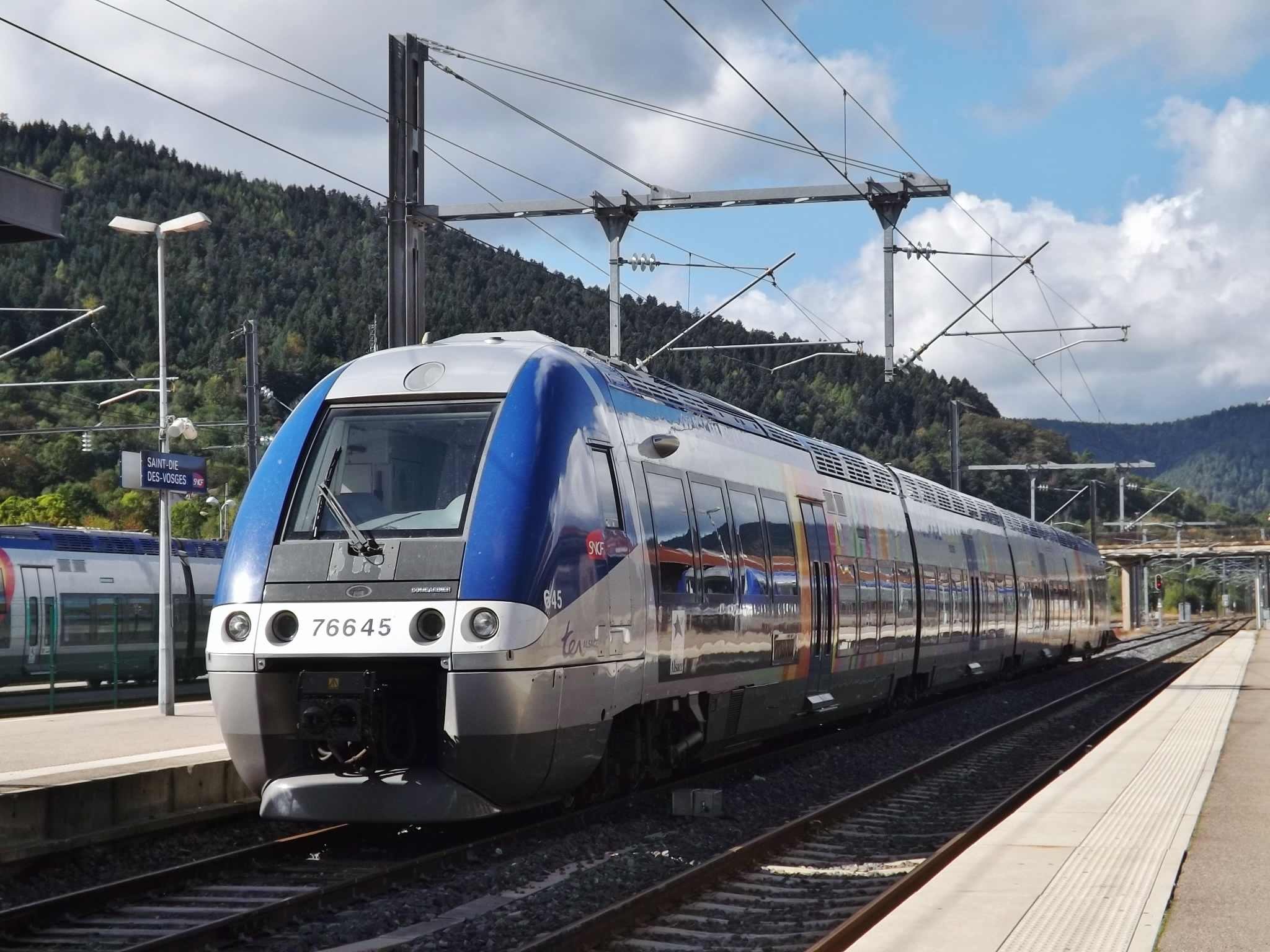
Une rame TER Lorraine en gare de Saint-Dié-des-Vosges en 2016.

La principale gare de voyageurs est celle d'Épinal avec 1 117 000 voyageurs, suivie de loin par celles de Saint-Dié-des-Vosges, Charmes, Remiremont et Thaon avec une fréquentation annuelle entre 250 000 et 400 000 voyageurs en 2019.
Les Vosges possèdent la particularité d'être desservies par 4 lignes principales d'orientation principalement nord-sud, qui n'étaient plus reliées directement entre elles à l'intérieur du département jusqu'en 2021. Ainsi, Épinal, Saint-Dié-des-Vosges, Neufchâteau et Vittel ont toutes les quatre une gare ferroviaire en service, mais il n'était possible d'aller de l'une à l'autre en train sans sortir du département ; depuis la réouverture de la ligne d'Arches à Saint-Dié fin 2021, il est à nouveau possible de relier Épinal à Saint-Dié-des-Vosges.
Ces lignes sont parcourues par les trains TER Grand Est (TER Fluo). Les gares d'Épinal, Remiremont et Saint-Dié-des-Vosges sont desservies par des TGV inOui directs vers Paris-Est.

## Transport fluvial
Les Vosges sont traversées dans leur partie occidentale par le canal des Vosges. Au gabarit Freycinet (classe I), ce canal est aujourd'hui principalement destiné à la navigation de plaisance.

## Transport aérien
L'aéroport d'Épinal-Mirecourt n'accueille plus de trafic commercial régulier. Il est, comme les aérodromes d'Épinal - Dogneville, Neufchâteau et Saint-Dié - Remomeix, principalement destiné à l'aviation de loisirs, de tourisme et d'affaires.

## Transports en commun urbains et périurbains
La communauté d'agglomération d'Épinal, la communauté d'agglomération de Saint-Dié-des-Vosges et les communes de Neufchâteau et Remiremont sont autorités organisatrices de la mobilité sur leur territoire et organisent des services de transport dans leur ressort territorial.
Les réseaux Imagine (Épinal), Sylvia (Saint-Dié-des-Vosges), NEObus (Neufchâteau), Remiremont bus (Remiremont) comptent d'une à dix lignes de bus.
Un réseau de tramway a brièvement desservi Épinal de 1906 à 1914.

## Modes doux
Le département est traversé par plusieurs voies vertes, véloroutes et sentiers de grande randonnée.